# Salora
Salora (akronym för Salon Radio) var en finländsk elektroniktillverkare med säte i Salo i Finland. Salora tillverkade främst TV- och radioapparater.
Salora grundades av Fjalar Nordell och Lauri Koskinen 1928. Fjalar Nordell drev en radioverkstad i Salo. Den första produkten med namnet Salora kom ut 1937. 1945 blev företagsnamnet Salora Oy. Salora tillverkade den första FM-radion i Finland och 1956 började bolaget tillverka TV-apparater. 1962 stod en ny TV-fabrik färdig och bolaget hade 400 anställda varav 350 vid TV-tillverkningen. 1966 började företaget exportera och snart var 60 procent av produktionen ämnad för export. 1969 kom den första färg-TV:n Salora Finlandia. 
Under 1970-talet hade märket mer än hälften av den finska TV-marknaden samt tecknade ett samarbetsavtal med Hitachi. 1977 hamnade bolaget i en ekonomisk kris efter att ekonomiska oegentligheter skett. 1979 inleddes ett samarbete med Nokia för tillverkningen av så kallade radiotelefoner i det gemensamma bolagt Mobira. Nokia köpte Salora 1983 och tillverkningen koncentrerades till Åbo (Finlux). 1996 såldes verksamheten i Åbo och 1999 såldes resterade tillverkning i Salo. Varumärket används fortfarande på TV-apparater. 